# 硫化ニッケル(II)
硫化ニッケル(II)(Nickel sulfide)は、化学式NiSの無機化合物である。黒色の固体で、ニッケル(II)塩を硫化水素で処理することで生成する。同じ化学式NiSを持つ鉱物の針ニッケル鉱等を含む多くの硫化ニッケルが知られている。有用な鉱石の他に、脱硫反応の産物として得られるものもあり、時に触媒として用いられる。
Ni9S8やNi3S2等の不定比化合物も知られている。ベース鉱(NiS2)の例のように、1つのニッケル原子は1つ以上の硫黄原子と結合しうる。

## 構造
多くの関連物質と同様に、硫化ニッケル(II)は、ヒ化ニッケルのモチーフをとる。この構造では、ニッケルは八面体型、硫化物中心は三方柱型である。
| ニッケル   | 硫黄               |
| ---------- | ------------------ |
|            |                    |
| octahedral | trigonal prismatic |

硫化ニッケルには、2つの多形がある。α型は六角形の単位胞、β型は菱面体の単位胞である。α型は379℃以上の温度で安定で、低温ではβ型に変換する。この相転移により、体積は、2-4%増える。

## 合成
黒色の硫化ニッケルの沈殿は、硫化物の溶解度の差に基づく金属の分離で始まる伝統的な定性無機分析の中心である。
Ni2+ (aq) + H2S (aq)  →   NiS (s) +  2 H+ (aq)
固相メタセシス合成や元素の高温反応等、より制御された多くの他の方法が開発されている。

## 発生

### 天然
針ニッケル鉱は、化学式が同じNiSの硫化ニッケルであるが、形成される際の条件により、その構造は、合成化学量論的NiSとは異なる。低温の熱水系、炭酸塩岩の空洞等に天然に生じ、また他のニッケル鉱物の副産物として生じることもある。

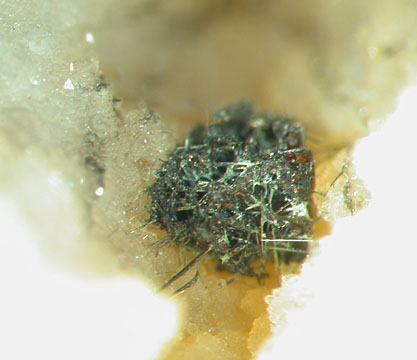
針ニッケル鉱の結晶

### ガラス製造
フロートガラスは、清澄剤の硫酸ナトリウムと不純物の金属合金に含まれるニッケルから形成される硫化ニッケルを少量含む。
硫化ニッケル包摂物は、強化ガラスにおいては問題となる。焼戻し過程の後、硫化ニッケル包摂物は準安定α相となる。最終的に低温で安定なβ相に変換されて、体積が増え、ガラスのヒビの原因となる。強化ガラスの中で材料に張力がかかるため、亀裂が伝搬し、ガラスの自発的な破壊につながる。この自発的な破壊は、ガラス製造後、数年から数十年後に起こる。